# Marc Loewenstein
Pour les articles homonymes, voir Loewenstein.
 (juillet 2014).
Si vous disposez d'ouvrages ou d'articles de référence ou si vous connaissez des sites web de qualité traitant du thème abordé ici, merci de compléter l'article en donnant les références utiles à sa vérifiabilité et en les liant à la section « Notes et références ».
Marc Loewenstein, né le 14 septembre 1977 à Uccle (en Région bruxelloise, Belgique), est un homme politique belge, licencié en droit de l’université libre de Bruxelles (ULB). Après les élections communales d'octobre 2012, il devient échevin de la commune de Forest. Depuis le mois de juillet 2014, il est député au Parlement bruxellois.

## Biographie
En 1996, il entame des études de droit aux Facultés universitaires Saint-Louis (FUSL) et les terminent à l’université libre de Bruxelles en 2001. Ensuite, il effectue un stage de six mois dans un cabinet d’avocats à Londres.
En septembre 2002, Marc Loewenstein est engagé comme juriste auprès du groupe MR-FDF du Parlement bruxellois. Après les élections régionales de 2004, il en devient le secrétaire politique.
Lors de ses études, il est actif dans les organisations estudiantines, notamment à l’Union des étudiants juifs de Belgique, où il assure la présidence en 2000-2001. Cette association est active dans la lutte contre l’antisémitisme, le racisme et, plus particulièrement, l’extrême-droite. Cette organisation a créé une exposition itinérante sur le « Vrai visage de l’extrême-droite » qui tournait dans de nombreuses écoles et autres organisations en Communauté française. 
Il est tête de liste Démocrate fédéraliste indépendant aux élections communales et provinciales belges de 2018.

## Son parcours politique
Marc Loewenstein occupe les fonctions suivantes :
- Conseiller communal à Forest (2006 - 2012)
- Conseiller de police à la zone Midi (2007 - 2012)
- Président de la section FDF de Forest (2007 - 2012)
- Echevin des Travaux publics, de la Propreté publique, de la Participation citoyenne, de l'Informatique et du Site internet de la commune de Forest (2012 - ...)
- Secrétaire politique du Groupe FDF au Parlement bruxellois (2004 - 2014)
- Député au Parlement bruxellois (2014 - ...)

Lors des élections communales du 14 octobre 2012, Marc Loewenstein est la tête de liste FDF à Forest. Il remplace Cécile Jodogne (devenue ministre) comme députée bruxellois le 20 juillet 2014.

## Décoration
- Chevalier de l'ordre de Léopold (2024)[2].